# Campeonato Internacional Juvenil de Tênis de Porto Alegre
O Campeonato Internacional Juvenil de Tênis de Porto Alegre (nome oficial), em suas últimas edições conhecido como Brasil Juniors Cup, e antes disso como Copa Gerdau é um torneio de tênis juvenil disputado em quadras de saibro, ao ar livre. O nome "Copa Gerdau" começou a ser usado em 1984. O evento, reconhecido pela ITF, é realizado em Porto Alegre, Rio Grande do Sul, no entanto tem um longo histórico, tendo mudado de sede e de nome algumas vezes.

## Evolução do nome do torneio
- International Championships of Venezuela (1978-1997)[4]
- Banana Bowl (1998-2006)
- Copa Gerdau (2007-2012)
- Copa Gerdau Itaú de Tênis (2013-2018)[5]
- Brasil Juniors Cup (2019-)[6][7]

## Histórico
A Copa Gerdau foi criada em 1984 e recebe jogadores internacionais desde 1987. É um evento Grau A desde 2007. Antes deste evento ser promovido a Grau A, o torneio Banana Bowl do Brasil tinha essa distinção desde 1998. O torneio de Grau A sul-americano original foi o Campeonato Internacional da Venezuela, criado em 1978 e realizado em Caracas.
Até 2019, o torneio, juntamente com o Trofeo Bonfiglio, a Osaka Mayor's Cup, o Abierto Juvenil Mexicano e o Orange Bowl, fazia parte da série de torneios de Grau A mais importante internacionalmente e, portanto, fazia parte dos quatro torneios do Grand Slam juntos com as competições juvenis até os torneios de tênis juniores mais importantes do mundo. Em 2020 foi rebaixado para a categoria G1 e rebatizado para Brasil Juniors Cup.

## Resultados passados
Foram utilizados dados da ITF.

### Simples
| ↓ Campeonato Internacional da Venezuela ↓ |                        |                        |
| 1978                                      | Alejandro Ganzábal     | Claudia Casabianca     |
| 1979                                      | Raúl Viver             | Cláudia Monteiro       |
| 1980                                      | Roberto Argüello       | Graciela Perez         |
| 1981                                      | Eduardo Oncins         | Helena Suková          |
| 1982                                      | Martín Jaite           | Helena Olsson          |
| 1983                                      | Bill Stanley           | Silvana Campos         |
| 1984                                      | Thomas Muster          | Silvana Campos         |
| 1985                                      | Franco Davín           | Patricia Tarabini      |
| 1986                                      | Gilbert Schaller       | Gisele Miró            |
| 1987                                      | Alejandro Aramburu     | Tanja Weigl            |
| 1988                                      | Nicolás Pereira        | Patricia Miller        |
| 1989                                      | Aki Rahunen            | Florencia Labat        |
| 1990                                      | Pavel Gazda            | Radka Bobková          |
| 1991                                      | Juan Garat             | Eugenia Maia           |
| 1992                                      | Gabriel Silberstein    | Cătălina Cristea       |
| 1993                                      | Răzvan Sabău           | Nino Louarsabishvili   |
| 1994                                      | Gustavo Kuerten        | Henrieta Nagyová       |
| 1995                                      | Tomáš Čatár            | Aleksandra Olsza       |
| 1996                                      | Rodolfo Rake           | Jessica Lehnhoff       |
| 1997                                      | Julien Jeanpierre      | Melissa Middleton      |
| ↓ Banana Bowl ↓                           |                        |                        |
| 1998                                      | Fernando González      | Erica Krauth           |
| 1999                                      | Paul-Henri Mathieu     | Anikó Kapros           |
| 2000                                      | Andy Roddick           | María Emilia Salerni   |
| 2001                                      | Gilles Müller          | Svetlana Kuznetsova    |
| 2002                                      | Marcos Baghdatis       | Myriam Casanova        |
| 2003                                      | David Brewer           | Alisa Kleybanova       |
| 2004                                      | Eduardo Schwank        | Alisa Kleybanova       |
| 2005                                      | Leonardo Mayer         | Sharon Fichman         |
| 2006                                      | Albert Ramos Viñolas   | Alizé Cornet           |
| ↓ Copa Gerdau ↓                           |                        |                        |
| 2007                                      | Uladzimir Ignatic      | Cindy Chala            |
| 2008                                      | José Pereira           | Elena Bogdan           |
| 2009                                      | José Pereira           | Silvia Njirić          |
| 2010                                      | Mathias Bourgue        | Monica Puig            |
| 2011                                      | Thiago Monteiro        | Eugenie Bouchard       |
| 2012                                      | Mathias Bourgue        | Anna Danilina          |
| 2013                                      | Gianluigi Quinzi       | Varvara Flink          |
| 2014                                      | Orlando Luz            | Jil Teichmann          |
| 2015                                      | Orlando Luz            | Usue Maitane Arconada  |
| 2016                                      | Yosuke Watanuki        | Usue Maitane Arconada  |
| 2017                                      | Trent Bryde            | Amanda Anisimova       |
| 2018                                      | Sebastián Báez         | Leylah Annie Fernandez |
| ↓ Brasil Juniors Cup ↓                    |                        |                        |
| 2019                                      | Thiago Agustín Tirante | Ane Mintegi del Olmo   |
| 2020                                      | Li Hanwen              | Elvina Kalieva         |
| 2021                                      | Shang Juncheng         | Océane Babel           |
| 2022                                      | Nishesh Basavareddy    | Lucie Havlíčková       |

### Duplas
| 1998                   | Tomáš Cakl Jiří Vrbka                   | Clarisa Fernández María Emilia Salerni   |
| 1999                   | José de Armas Daniel Langre             | Eugenia Chialvo Erica Krauth             |
| 2000                   | Lee Childs James Nelson                 | Eugenia Chialvo María Emilia Salerni     |
| 2001                   | Alejandro Falla Carlos Salamanca        | Petra Cetkovská Barbora Strýcová         |
| 2002                   | Fred Gil Leonardo Tavares               | Myriam Casanova Elke Clijsters           |
| 2003                   | Fred Gil Chris Kwon                     | Larissa Carvalho Soledad Esperón         |
| 2004                   | Lukáš Lacko Peter Miklušičák            | Alisa Kleybanova Irina Kotkina           |
| 2005                   | Piero Luisi David Navarrete             | Bianca Ioana Bonifate Sharon Fichman     |
| 2006                   | Jamie Hunt Nathaniel Schnugg            | Klaudia Boczová Kristína Kučová          |
| ↓ Copa Gerdau ↓        |                                         |                                          |
| 2007                   | Daniel Cox David Rice                   | Tatiana Búa Roxane Vaisemberg            |
| 2008                   | Axel Michon Guillaume Rufin             | Kristina Mladenovic Maryna Zanevska      |
| 2009                   | Patrik Brydolf Tristan-Samuel Weissborn | Kristina Mladenovic Silvia Njirić        |
| 2010                   | Filip Horanský Jozef Kovalík            | Jana Čepelová Vivien Juhászová           |
| 2011                   | Marco Aurelio Núñez Kaichi Uchida       | Doménica González Montserrat González    |
| 2012                   | Luke Bambridge Joshua Ward-Hibbert      | Anna Danilina Zuzanna Maciejewska        |
| 2013                   | Orlando Luz Marcelo Zormann             | Alejandra Cisneros Victoria Rodríguez    |
| 2014                   | Quentin Halys Johan Tatlot              | Priscilla Hon Jil Teichmann              |
| 2015                   | Felipe Cunha e Silva Alejandro Tabilo   | Francesca Di Lorenzo Luisa Stefani       |
| 2016                   | Brian Cernoch Vasil Kirkov              | Panna Udvardy Dayana Yastremska          |
| 2017                   | Alafia Ayeni Trent Bryde                | María José Portillo Ramírez Sofia Sewing |
| 2018                   | Sebastián Báez Clément Tabur            | Clara Tauson Anastasia Tikhonova         |
| ↓ Brasil Juniors Cup ↓ |                                         |                                          |
| 2019                   | Shunsuke Mitsui Keisuke Saitoh          | Natsumi Kawaguchi Shavit Kimchi          |
| 2020                   | Luciano Darderi Gustavo Heide           | Ana Geller Guillermina Grant             |
| 2021                   | Alexander Bernard Dali Blanch           | Kira Pavlova Diana Shnaider              |
| 2022                   | Aidan Kim Cooper Williams               | Irina Balus Nikola Daubnerová            |